# Recsenyédi Fekete Miklós
Recsenyédi Fekete Miklós, családi nevén Fekete (Recsenyéd, 1942. február 23. – Budakalász, 2010. május 18.) magyar író, újságíró.

## Életútja
A székelykeresztúri mezőgazdasági szakiskolában és a marosvásárhelyi mezőgazdasági technikumban végezte tanulmányait (1964). Farmvezető Mezőbergenyében (1971-81), Mezőfelében (1977-81), térképész a Hargita megyei kataszteri hivatalnál Csíkszeredában. Közben a Hargita című napilap mezőgazdasági rovatának munkatársa. A nyolcvanas évek végén Magyarországra költözött.

### Budakalászi évei
1992 óta Budakalászon élt, itt kapta vissza magyar állampolgárságát is. A Kalász Újság több rövid írását közölte.
Egyik gyógyítója, dr. Eőry Ajándok révén megtanulta a fül-akupunktúra kínai gyógymódot, és – kényszerű otthonülő lévén – csak ismerősei körében, szívességből alkalmazta.
1998-ban kiadta Pogány trilógia című elbeszéléskötetét, amelyből a budakalászi Faluház könyvtárának is ajándékozott.
A Kalász Tévében riportot készítettek vele, amelyet a kábeltévé műsorra tűzött.
Tiszabura polgármestere felkérésére, a község díszhelye számára kopjafát tervezett és készített el.
A Budapesti Erdélyi Gyülekezetben, a szigetmonostori nyári gyermektáborban, a Szent Korona Szövetség szentendrei ifjúsági táborában, a pomázi Magyar Vár Táborban és a budakalászi cserkészcsapatnak gyakorlati oktatást tartott a kopjafafaragás jelképrendszeréről. Ennek ismertetését önálló füzetben adta ki.
A Budakalászi Hírmondó röviden ismertette munkásságát, és közölt legszebb verseiből.
Utolsó éveiben sokat foglalkozott a homoródszentpéteri nagyapjától még hatéves korában megtanult rovás és a sumér ékírás összehasonlításával, valamint utóbbi és a Nílus-menti hieroglifák magyar olvasatával.

## Munkássága
Első írását az Ifjúmunkás közölte (1968). Később novellái, elbeszélései jelentek meg az Igaz Szóban és az Utunkban, publicisztikával jelentkezett a marosvásárhelyi Vörös Zászló hasábjain. Egyik novelláját Ludwig Schwartz fordításában a Neue Literatur közölte. Írásai a falu világáról, a természetközelben élő emberről szólnak, személyesen szerzett élményanyagát hagyományos modorban emeli művészi szintre.

## Művei
- Keserű méz; Kriterion, Bukarest, 1985
- Pogány trilógia; s.n., s.l., 1998